# Decreto eleitoral de 1842

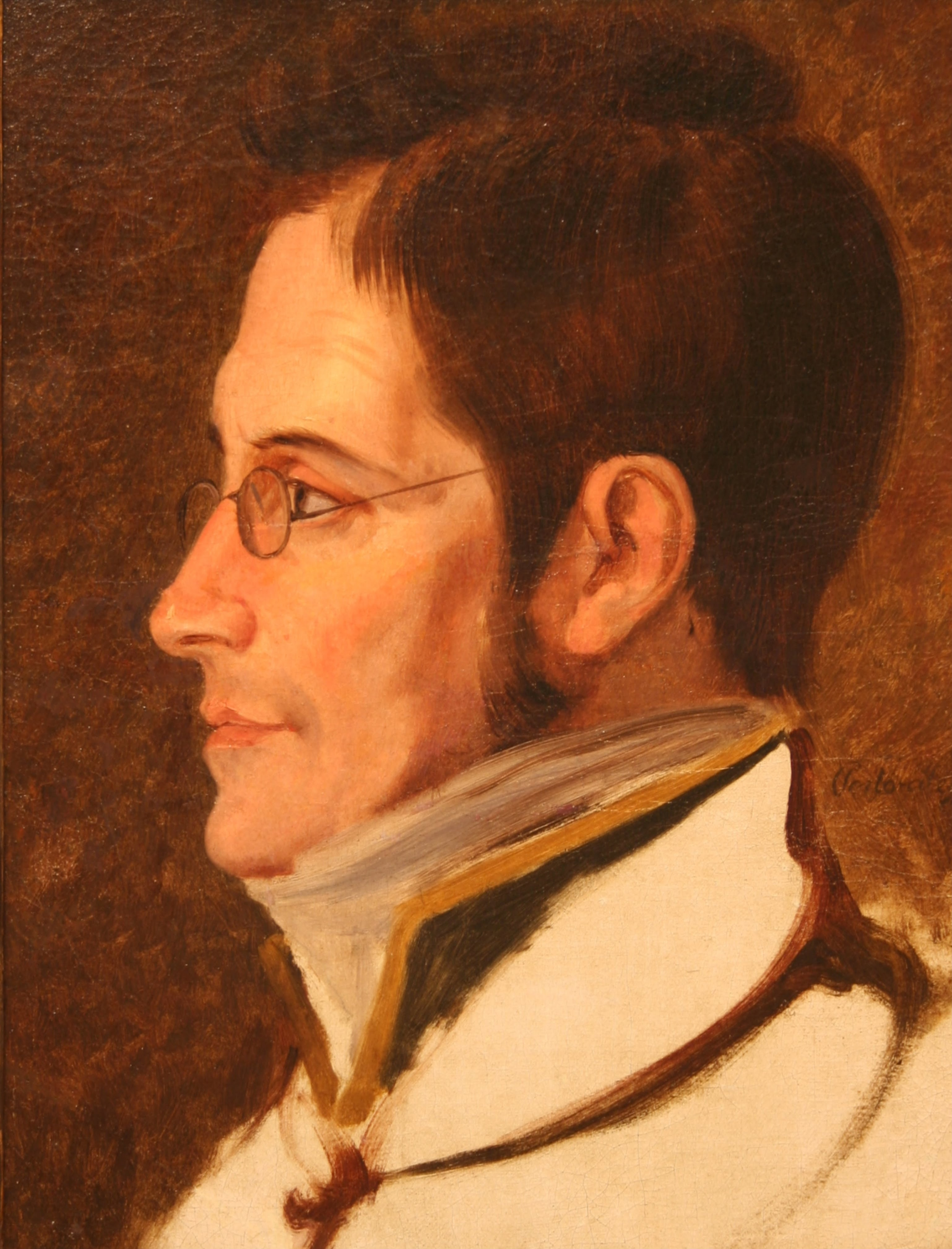
Cândido José de Araújo Viana, Visconde de Sapucaí, principal arquiteto do Decreto de 1842.

O Decreto eleitoral de 1842 foi uma reforma eleitoral realizada no Império do Brasil e estabelecida pelo Decreto nº. 157 de 4 de maio de 1842. A medida colocava o processo de qualificação dos eleitores aptos ao voto sob a autoridade de uma Junta de Qualificação, formada por um Juiz de Paz, um pároco e um delegado de polícia.

## Contexto
O episódio conhecido como "Eleições do Cacete", de 1840, despertou um debate latente entre a classe política brasileira: a necessidade de se reformar o sistema eleitoral do Império. A legislação eleitoral vigente a nível nacional era estabelecida até então pelas Instruções de 1824, dispositivo constitucional que lançava as bases das eleições imperiais, como o sufrágio indireto e censitário, porém, deixando lacunas quanto à qualificação dos eleitores, a comprovação da renda exigida, entre outros aspectos técnicos do pleito. Além disso, as eleições de 1840 foram marcadas por uma intensa gama de fraudes e uma violência generalizada por parte de ambos os grupos políticos do país, fazendo avançar o debate em busca de uma forma de se controlar melhor o processo eleitoral, evitando esses excessos.
Como ministro dos Negócios do Império do governo conservador de 1841, o senador Cândido José de Araújo Viana, Visconde de Sapucaí, aprovou a legislação conhecida como "Decreto de 1842", em uma Câmara dos Deputados dominada por seu partido e com o apoio do então jovem Imperador D. Pedro II.

## Reforma
Segundo o Decreto nº. 157 de 4 de maio de 1842, em seu Artigo 1º:
Em cada Parochia formar-se-ha uma Junta composta do Juiz de Paz do districto, em que estiver a Matriz, como Presidente; do Parocho, ou quem suas vezes fizer; e de um Fiscal, que será o Subdelegado, que residir na Parochia, ou o immediato supplente deste no seu impedimento. Não havendo, ou não residindo na Parochia Subdelegado, o Juiz de Paz, e o Parocho, nomearáõ o Fiscal d'entre os primeiros seis supplentes do Juiz de Paz. Esta Junta formará duas listas, contendo uma os cidadãos activos, que podem votar nas Eleições primarias, e ser votados para Eleitores de Provincia [...].
Desse modo, a reforma retirava da Mesa Eleitoral sua principal função e buscava retirar uma fonte de pressão política que recaía sobre o processo de qualificação eleitoral, uma vez que colocava esse processo sob a presidência de um Juiz de Paz, eleito pelos eleitores municipais, longe da interferência direta do governo. A lei também extinguiu a prática do voto por procuração.

## Resultados
Segundo o senador Francisco Belisário Soares de Sousa, político contemporâneo aos fatos:
A intervenção das autoridades policiais criadas pela Lei de 3 de Dezembro [Código do Processo Criminal] prejudicou incalculavelmente esta lei, fazendo crer à nação que seu verdadeiro fim era montar uma máquina de eleição. A lei acabava de ser promulgada, e transformaram-se logo as autoridades, que ela criou, em agentes eleitorais [...]. Se não fora esta circunstância, se as Instruções de 4 de Maio não tivessem enlaçado a Lei de 3 de Dezembro no seu sistema e na odiosidade que excitaram, aquela lei não se teria desvirtuado na opinião pública e outros teriam sido os seus resultados e o modo de considerá-la.
O Decreto de 1842 foi estabelecido após a reforma do Código do Processo Criminal, realizada em 1841, que colocava a autoridade policial sob jurisdição do Ministério da Justiça. Assim sendo, embora o Juiz de Paz representasse uma figura relativamente independente dos gabinetes governamentais, o delegado de polícia que compunha a Junta de Qualificação era um agente direto do governo central na formação das Mesas Eleitorais. Além disso, as fraudes e a violência continuaram generalizadas, agora também sob a intervenção e manipulação do Executivo imperial.
A reforma iria ser um dos gatilhos que provocaram as Revoltas Liberais de 1842, sendo substituída pela Lei eleitoral de 1846.